# Nototeredo norvagicus
Nototeredo norvagicus är en musselart som först beskrevs av Lorenz Spengler 1792.  I den svenska databasen Dyntaxa används istället namnet Nototeredo norvegica. Nototeredo norvagicus ingår i släktet Nototeredo och familjen skeppsmaskar. Arten är reproducerande i Sverige. Inga underarter finns listade i Catalogue of Life.